# 天 (道教)
道教《猶龍傳》卷二稱，純陽之氣在上，為三十六天：

## 三十六天
《道德義淵》上云：持十戒口業凈者，登欲界；身業凈，登色界；心業凈，登無色界；入九品行者，登種民天也。此之次位，已錄在前三中名數品之中，三業內文也。
从大罗天玄都玉京往下，共有三十六天。二十八天在三界內，八天在三界外。欲界六天，色界十八天，無色界四天，三界合二十八天。
| 序     | 界                     | 天             | 天帝     | 帝諱   | 相距下一天 （一炁有九萬九千九百九十重） | 方位         |
| ------ | ---------------------- | -------------- | -------- | ------ | --------------------------------------- | ------------ |
| 一     | 欲界天                 | 太黃皇曾天     | 鬱繿玉明 | 觀覺   | 九億九萬炁                              | 東方九炁青天 |
| 二     | 欲界天                 | 太明玉完天     | 須阿那田 | 攬覺   | 八億萬炁                                | 東方九炁青天 |
| 三     | 欲界天                 | 清明何童天     | 元育齊京 | 大覺   | 七億萬炁                                | 東方九炁青天 |
| 四     | 欲界天                 | 玄胎平育天     | 劉度內鮮 | 育王   | 六億萬炁                                | 東方九炁青天 |
| 五     | 欲界天                 | 元明文舉天     | 醜法輪   | 梵雲   | 五億萬炁                                | 東方九炁青天 |
| 六     | 欲界天                 | 上明七曜摩夷天 | 恬懀延   | 玉真   | 四億萬炁                                | 東方九炁青天 |
| 七     | 色界天                 | 虛無越衡天     | 正定光   | 無上   | 三億萬炁                                | 東方九炁青天 |
| 八     | 色界天                 | 太極蒙醫天     | 曲育九昌 | 吁員   | 二億萬炁                                | 東方九炁青天 |
| 九     | 色界天                 | 赤明和陽天     | 理禁上真 | 煥明   | 九千萬炁                                | 南方三炁丹天 |
| 十     | 色界天                 | 玄明恭華天     | 空謠醜音 | 世元主 | 八千萬炁                                | 南方三炁丹天 |
| 十一   | 色界天                 | 耀明宗飄天     | 重光明   | 落覺王 | 七千萬炁                                | 南方三炁丹天 |
| 十二   | 色界天                 | 竺落皇茄天     | 摩夷妙辯 | 韶     | 六千萬炁                                | 南方三炁丹天 |
| 十三   | 色界天                 | 虛明堂耀天     | 阿那婁生 | 雲上   | 五千萬炁                                | 南方三炁丹天 |
| 十四   | 色界天                 | 觀明端靖天     | 鬱密羅千 | 凈生   | 四千萬炁                                | 南方三炁丹天 |
| 十五   | 色界天                 | 玄明恭慶天     | 龍羅菩提 | 鏡主   | 三千萬炁                                | 南方三炁丹天 |
| 十六   | 色界天                 | 太煥極瑤天     | 宛黎无延 | 廓奕   | 二千萬炁                                | 南方三炁丹天 |
| 十七   | 色界天                 | 元載孔昇天     | 開真定光 | 猷     | 九百萬炁                                | 西方七炁素天 |
| 十八   | 色界天                 | 太安皇崖天     | 婆婁阿貪 | 宛     | 八百萬炁                                | 西方七炁素天 |
| 十九   | 色界天                 | 顯定極風天     | 招真童   | 流     | 七百萬炁                                | 西方七炁素天 |
| 二十   | 色界天                 | 始皇孝芒天     | 薩羅婁王 | 易邈   | 六百萬炁                                | 西方七炁素天 |
| 二十一 | 色界天                 | 太黄翁重天     | 閔巴狂   | 阿濫   | 五百萬炁                                | 西方七炁素天 |
| 二十二 | 色界天                 | 无思江由天     | 明梵光   | 阿丘   | 四百萬炁                                | 西方七炁素天 |
| 二十三 | 色界天                 | 上揲阮樂天     | 勃勃監   | 無量   | 三百萬炁                                | 西方七炁素天 |
| 二十四 | 色界天                 | 无極曇誓天     | 飄弩穹隆 | 曇     | 二百萬炁                                | 西方七炁素天 |
| 二十五 | 無色界天               | 皓庭霄度天     | 慧覺昏   | 育     | 九萬九千炁                              | 北方五炁玄天 |
| 二十六 | 無色界天               | 淵通元洞天     | 梵行觀生 | 上     | 八萬八千炁                              | 北方五炁玄天 |
| 二十七 | 無色界天               | 翰寵妙成天     | 那育醜瑛 | 陀     | 七萬七千炁                              | 北方五炁玄天 |
| 二十八 | 無色界天               | 秀樂禁上天     | 龍羅覺長 | 隗     | 六萬六千炁                              | 北方五炁玄天 |
| 二十九 | 種民天 聖弟子天 四梵天 | 无上常融天     | 總監鬼神 | 極     | 五萬五千炁                              | 北方五炁玄天 |
| 三十   | 種民天 聖弟子天 四梵天 | 玉隆騰勝天     | 眇眇行元 | 浮黎   | 四萬四千炁                              | 北方五炁玄天 |
| 三十一 | 種民天 聖弟子天 四梵天 | 龍變梵度天     | 運上玄玄 | 惡奕   | 三萬三千炁                              | 北方五炁玄天 |
| 三十二 | 種民天 聖弟子天 四梵天 | 平育賈奕天     | 大擇法門 | 精上   | 二萬二千炁                              | 北方五炁玄天 |

| 三十三 | 三清天 | 太清境大赤天 | 神寶君 / 道德天尊所居 |
| 三十四 | 三清天 | 上清境禹余天 | 靈寶君 / 灵宝天尊所居 |
| 三十五 | 三清天 | 玉清境清微天 | 天寶君 / 元始天尊所居 |
| 三十六 | 大羅天 | 大羅天       | 元始天尊所居          |